# Economia aziendale
L'economia aziendale è una branca delle scienze economiche che studia gli aspetti amministrativi, organizzativi e gestionali di tutte le aziende, sia private che pubbliche.

## Storia
Dal punto di vista storiografico, la Ragioneria e le tematiche connesse rimontavano all'Egitto (lo scriba), alla Grecia (il logista), a Roma (il rationale). Da Columella in poi, una prima formalizzazione soprattutto in termini algebrici della Ragioneria si ottiene principalmente tramite Leonardo Fibonacci e Fra' Luca Pacioli. Fibonacci nel 1202 scrive i Liber Abaci, in cui presenta i calcoli da utilizzarsi nelle trattative commerciali, tra l'altro proponendo l'uso dei numeri arabi in luogo dei romani. 
Pacioli nel 1494 pubblica il Tractatus de computis et scripturis, in cui viene presentato per la prima volta il concetto di partita doppia (quindi: dare e avere, inventario, bilancio), metodo che si diffuse poi in tutta Europa con il nome di metodo veneziano, poiché usato dai mercanti di Venezia. Il Negoziante di Giovanni Domenico Peri (1707) è considerato il primo manuale organico di tecnica commerciale, seguito via via, nel '700, da una quantità di trattati francesi e tedeschi relativi a tecniche particolari, dalla bancaria alla assicurativa.
Nell'Ottocento avviene l'introduzione in Italia del concetto di scienza economica ad opera di Francesco Villa e con riferimento speciale alle unità produttive (1840-42). Secondo Villa l'amministrazione aziendale è una scienza che studia la gestione e l'organizzazione aziendale (con riferimento ad esempio alle imprese agricole), e a tal fine vi incorpora la Ragioneria.
Con l'avvento dell'Unità d'Italia l'evoluzione potenziale di una disciplina organica subisce un arresto: prendono piede le teorie dell'allora Ragioniere Generale dello Stato Giuseppe Cerboni. Cerboni fonda la logismografia sulla teoria dei conti personali, 5 in totale, e principalmente riconducibili: a) al proprietario; b) alle persone che prendono in consegna i valori (consegnatari); c) ai clienti e corrispondenti. Cerboni proporrà poi (1892) una Teoria Organica dell'Amministrazione Aziendale alla sequela di Francesco Villa, ma l'opera rimarrà senza seguito.
In Germania l'Economia aziendale decolla nella sua forma di Betriebswirtschaftslehre specialmente con Nicklisch, mentre nel contempo Schmalenbach innova la sistematica ragioneristica proponendo il passaggio dal patrimonio al  reddito quale grandezza-base sia per lo studio dell'economia delle imprese, sia ai fini della redazione dei bilanci.
In Italia si sviluppa e giunge a dominare, al riguardo, la teoresi di Fabio Besta, che dalla sua cattedra di Ca' Foscari a Venezia si diffonderà autorevolmente fra tutti gli studiosi d'Italia.
Dai suoi studi sull'amministrazione, Besta aveva derivato che la stessa non potesse trasformarsi in una scienza onnicomprensiva nel senso di Francesco Villa e dell'ultimo Cerboni, a causa degli aspetti troppo eterogenei che comprendeva. Egli ritrova invece nel controllo economico una logica teorico-pratica applicabile a tutte le aziende, e ridefinisce quindi la Ragioneria quale scienza del controllo economico. Egli inventa così un compiuto sistema patrimoniale (in auge in Italia fino agli anni Trenta, ma fino agli anni '40-'50 nell'Italia meridionale, sempre fedele ai suoi insegnamenti), sistema caratterizzato dal tracciamento di attivo, passivo e delle loro variazioni rilevate in appositi conti. Esito formale sono il trattato La Ragioneria (1880), continuamente migliorato e ripubblicato fino all'edizione definitiva a cura dei suoi allievi Alfieri, Ghidiglia, Rigobon (Milano, Vallardi, 1922, 3 volumi), e nondimeno la monografia Ragioneria pubblica (1891).
In quegli anni peraltro il più giovane fra i suoi allievi, Gino Zappa, rinnova la Ragioneria fondandola sul reddito, e nel medesimo periodo pronuncia a Venezia la prolusione Tendenze nuove negli studi di Ragioneria (1926), in cui presenta il suo pensiero così innovativo da venire successivamente definito rivoluzionario. Gli elementi fondamentali della sua impostazione innovativa sono i seguenti:
- l'Azienda è l'istituto economico che svolge operazioni tese a produrre (e consumare) ricchezza;
- l'Economia aziendale è la scienza che studia le operazioni economiche per individuare le leggi e i principi che regolano il raggiungimento degli scopi aziendali, formata dall'unione organica di tre dottrine: Rilevazione, Gestione, Organizzazione;
- in campo aziendale la quantità economica di base è il reddito, inteso non più come differenza tra il capitale di fine e di fine-periodo, bensì quale correlazione sistematica nello spazio-tempo fra le sue componenti positive (ricavi) e negative (costi);
- correlazione dinamica nel continuum aziendale, da singolarizzarsi poi in periodi formalmente conchiusi denominati esercizi;
- correlazione infine determinata tramite il metodo della partita doppia, prescegliendo i soli scambi monetari fra l'impresa e i terzi quale momento originatore di valori reddituali[8].

Nasceranno da allora - prima con polemiche interne alla Scuola Bestana, successivamente nei dibattiti contro le scuole Bestane e più propriamente ragioneristiche - evoluzioni complesse, che porteranno prima al rinnovamento della ragioneria, e successivamente all'affermazione dell'Economia aziendale.
Il tema può dunque venire diviso nei due aspetti seguenti:
1. le vicende - anche dibattute e talora tormentate - del passaggio dai sistemi patrimoniali previgenti al sistema reddituale;
2. lo sviluppo e l'affermarsi dell'Economia aziendale nei suoi due campi analitici (i citati campi husserliani).

Per quanto riguarda il primo profilo, fra prima e dopo il secondo conflitto mondiale il sistema del reddito soppiantò le impostazioni antecedenti, le quali rimasero confinate e isolate. Esse hanno tuttavia registrato un improvviso ritorno negli ultimi lustri, prima per l'influsso ed ora per il predominio di sistematiche contabili anglosassoni (introdotte soprattutto tramite IAS e IFRS) di immutata - e piuttosto rudimentale - natura patrimonialista.
Per quanto riguarda il secondo profilo, occorre distinguere:
- gli studiosi adepti del campo analitico husserliano più ristretto, in quanto convinti trattarsi di un campo già vasto per sé, i quali poi avviarono anche la strada agli approfondimenti e specializzazioni successive (dalle Tecniche alle Economie, delle Imprese Assicuratrici, delle Aziende di Credito, delle Imprese Industriali, delle Imprese commerciali et al.); si citi per tutti il lavoro magistrale di Egidio Giannessi fra anni '50 e '60, Corso di Economia Aziendale, Pisa, Cursi, 5 volumi;
- gli studiosi che - sulla scia del trattato di Gino Zappa, Le produzioni nell'economia delle imprese, Milano, Giuffré, 3 volumi, 1956-57 (più uno postumo, Economia delle aziende di consumo, Milano, Giuffré, 1960) - tesero a presentare l'Economia aziendale nel suo campo analitico husserliano più vasto, vale a dire Famiglie-Imprese-Pubblica Amministrazione (si citino per tutti: P. Onida, Economia d'azienda, Torino, UTET, 2a ed, 1971; C. Masini, Lavoro e Risparmio, Torino, UTET, 2ª ed., 1984).

## Descrizione
Essa possiede due distinti e precisi campi analitici a seconda dell'impostazione degli studiosi, i quali tracciano i confini della propria scienza secondo a) un più ristretto, ovvero b) più ampio perimetro husserliano, per delimitare un campo comunque sempre omogeneo nel senso della prima ricerca logica di Edmund Husserl.. Il primo campo, più ristretto e alternativo alla microeconomia, studia tutte le imprese (industriali, bancarie, assicurative, commerciali, di trasporto et al.) intese quali aziende di produzione, le quali cioè producono redditi e riproducono capitali, cioè sostanzialmente - quale proprio compito nei sistemi economici - "producono ricchezza". Il secondo perimetro, più ampio e definitivo - forma tuttora in fieri di economia generale - studia tutte le aziende (familiari, di produzione, pubbliche territoriali) sia in sé sia nelle loro connessioni economiche e sociali.
Nasce sostanzialmente in Germania fra fine Ottocento e primi del Novecento, e parallelamente in Italia dal Novecento in poi, a causa dell'insoddisfazione di studiosi di economia delle imprese nei confronti delle due correnti all'epoca dominanti nelle Scienze economiche (storicismo a parte): Marxismo ed Economia Pura, ambedue da loro giudicate profondamente irrealistiche e potenzialmente dannose.
Dal punto di vista metodologico, tale disciplina proveniva dalla Ragioneria e dalle Tecniche aziendali (bancaria, industriale, commerciale): essa cercò di fonderle, ampliarle e rivitalizzarle con l'obiettivo di erigere in primo luogo una teoria sistematica delle imprese, sia in sé sia nelle proprie connessioni con le famiglie e la pubblica amministrazione.

## Tematiche
L'economia aziendale nel suo perimetro ristretto studia il sistema-impresa:
1) in primo luogo appunto quale sistema complesso, interazione di elementi materiali, immateriali e personali;
2) in secondo luogo con precipua attenzione alle combinazioni produttive attuate (insieme appunto sistematico di operazioni-processi-combinazioni tesi alla produzione economica, ovvero la produzione di redditi e la riproduzione di capitali);
3)  nell'ambito delle sistematiche gestionali, intreccio complesso di elementi tecnici, personali, contabili, organizzativi e non di meno giuridici;
4) nella determinazione delle leggi di equilibrio, sviluppo, eventuale crescita delle imprese di ogni ordine e grado;
5) utilizzando a tal fine la Ragioneria nonché altre tecniche quantitative, la Statistica inferenziale e aziendale, le Matematiche finanziaria e attuariale, e altre ancora.
Dal punto di vista metodologico, essa adotta il metodo induttivo-deduttivo detto sintetico (Benedetto Croce) o misto (Gino Zappa), cioè la catena ricorsiva e progrediente di analisi-sintesi-analisi nonché di empiria-astrazione-empiria: metodo realistico e unico appropriato nelle scienze sociali, opposto quindi ai metodi quasi sempre meramente deduttivi della microeconomia.
Nell'ambito della Ragioneria si può distinguere tra contabilità esterna (bilancio) e contabilità analitica o dei costi o industriale (costing). Il bilancio (art. 2423 cc) è suddiviso in: Stato Patrimoniale, Conto Economico, Nota integrativa, Rendiconto finanziario e Relazione sulla gestione (art. 2424).
Le decisioni aziendali sono distinguibili in decisioni strategiche, gestionali (administrative),  operative. Per decisioni strategiche si intendono gli investimenti, ovvero le decisioni concernenti l'installazione di capacità produttiva (materiale e immateriale: dalla localizzazione alla dimensione aziendale alle tipologie produttive e commerciali prescelte, infine alle strutture organizzative. Si tratta di decisioni di lungo periodo, in quanto durano quanto i tempi necessari per ammortizzarle, e nondimeno di decisioni non-modificabili nel breve, o modificabili ma con costi aggiuntivi usualmente ingenti (capitale fisso, capitale circolante, breakeven point).
Esistono poi i cosiddetti sistemi di programmazione e controllo, costituiti sostanzialmente da tre fasi: pianificazione strategica, piani di medio-breve periodo, programmazione relativa all'esercizio successivo (budgeting). Tramite il budget si provvede - una volta stabiliti gli obiettivi e iniziatasi la gestione - 1) alla misura dei risultati economici, quindi 2) all'analisi degli scostamenti, infine, ove necessario, 3) all'introduzione di azioni correttive.
Nell'ambito dell'organizzazione aziendale si studiano microstrutture e macrostruttura. Per microstruttura si intende l'attribuzione dei ruoli, compiti e meccanismi di coordinamento a diversi soggetti aziendali, mentre per macrostruttura si intende l'insieme di relazioni che legano le diverse unità organizzative tra di loro. In questo ambito si possono citare forme classiche di macrostruttura: a parte la elementare, con il crescere della complessità, le strutture funzionale, divisionale, a matrice.

## Nel mondo

### Italia
Per quanto riguarda l'istruzione italiana, l'economia aziendale viene insegnata nelle scuole superiori: ricopre un ruolo principale negli istituti tecnici economici (già istituti tecnici commerciali, comunemente detti ragioneria) e in alcuni istituti professionali. Costituisce infatti materia di indirizzo, essendo solitamente presente nella prova di maturità. Lo studio dell'economia è talvolta associato a quello di altre discipline: l'informatica, la matematica, le lingue e il diritto. L'ottenimento della qualifica di insegnante per tale materia è subordinato al superamento di un apposito corso, rilasciante il titolo all'abilitazione; in seguito, è necessario risultare vincitore di un ulteriore concorso regionale bandito - generalmente - con cadenza triennale.
Riguardo ai contenuti, l'economia aziendale della scuola superiore è incentratata principalmente sulla Ragioneria e sulle discipline gestionali, dalla tecnica bancaria al Marketing.
A livello universitario, l'Economia Aziendale:
1) è disciplina-base nelle Facoltà di Economia, ove il suo insegnamento è usualmente al I anno, parallelamente all'Economia Politica, istituzionale per tutti i corsi triennali e quinquennali;
2) è presente in molte Facoltà di Giurisprudenza, talora quale disciplina-base (e.g. nell'Università degli Studi di Brescia, prima in Italia ad introdurla);
3) risulta diffusamente presente nelle Facoltà di Scienze Politiche, talora come corso caratterizzante, oppure come corso complementare.
Il rango di docente universitario di Economia Aziendale richiede il possesso di una laurea specialistica o di vecchio ordinamento, di eventuali Dottorati di ricerca, quindi:
- il superamento di concorsi a livello nazionale, ove le commissioni rilasciano idoneità (rispettivamente di professore Associato e professore Ordinario);
- l'ottenimento della chiamata da una sede universitaria, la quale bandisce la copertura di un posto della materia con ulteriore concorso fra idonei.

### Regno Unito
In Gran Bretagna la contabilità fino a pochi decenni fa veniva considerata non un fatto di apprendimento bensì mero allenamento: di conseguenza essa era raramente impartita a livello universitario e perdurava pertanto nella sua natura empirica. Solo negli ultimi decenni le discipline aziendali e contabili sono diventate oggetto di studio, soprattutto nelle Business Schools.

### Stati Uniti d'America
Negli ultimi decenni negli Stati Uniti d'America si sono sviluppate le discipline manageriali (Management) che hanno integrato e perfezionato lo studio delle materie contabili, definendo svariate discipline di tipo aziendale quali, ad esempio, il marketing, l'organizzazione aziendale o la finanza aziendale. Di solito gli statunitensi si dedicano allo studio delle materie aziendali mediante l'organizzazione di corsi di studio di General Management,  Business Policy o di Corporate Strategy.